# Àlgebra commutativa
L'àlgebra commutativa és la branca de l'àlgebra abstracta que estudia els anells commutatius, els seus ideals, i els seus mòduls sobre aquests anells. Tant la geometria algebraica com la teoria algebraica de nombres es construeixen sobre l'àlgebra commutativa. Exemples significatius d'anells commutatius són els anells de polinomis, anells d'enters algebraics, i inclouen els enters ordinaris Z, i els nombres p-àdics.
L'àlgebra commutativa és la principal eina tècnica per a l'estudi de les propietats locals dels esquemes.
L'estudi dels anells que no són commutatius es coneix com a àlgebra no commutativa; inclou la teoria d'anells, la teoria de les representacions, i la teoria de les àlgebres de Banach.

## Història
La matèria, coneguda inicialment com a teoria dels ideals, va començar a ser estudiada en el treball de Richard Dedekind sobre ideals, el mateix es va basar en el treball previ de Ernst Kummer i Leopold Kronecker. Més tard, David Hilbert va introduir el terme anell per a generalitzar el terme anterior anell de nombres. En Hilbert va presentar un enfocament més abstracte per a substituir els mètodes més concrets i orientats al càlcul que es basaven en aquesta mena d'objectes com ara l'anàlisi complexa teoria dels invariants. Al seu torn, en Hilbert va influir fortament en Emmy Noether, a qui es deu gran part de l'enfocament abstracte i axiomàtic de la matèria. Una altra fita important va ser el treball de l'alumne de Hilbert Emanuel Lasker, que va presentar els ideals primers i va demostrar la primera versió del teorema de Lasker–Noether.
Gran part del desenvolupament modern de l'àlgebra commutativa es basa en els mòduls. Tant els ideals d'un anell A com les A-àlgebres són casos particulars d'A-mòduls, per això la teoria dels mòduls inclou tant la teoria dels ideals com la teoria de les extensions dels anells. Encara que ja incipient en el treball de Kronecker l'enfocament modern de l'àlgebra commutativa fent servir la teoria dels mòduls s'atribueix normalment a Emmy Noether.